# يوي كوندو
يوي كوندو (近藤唯 كوندو يوي) هي مؤدية أصوات يابانية ولدت في 28 يونيو 1988 في محافظة كاناغاوا.

## أدوارها في الأنمي

### مسلسلات أنمي تلفزيونية
- تراياج X - ميكوتو كيبا
- ليفل E - ساتومي
- يونغ بلاك جاك - تاكو, ميدوري
- قراراتي الموجودة في دماغي تعترض كوميديا رومانسية المدرسة خاصتي بكل ما أوتيت من قوة - فورانو يوكيهيرا
- كاردفايت!! فانغارد G - رين هاشيما

## أدوارها في ألعاب الفيديو
- آيدولماستر ميليون لايف! - كارين شينوميا
- كوربس بارتي BLOOD DRIVE - ساتشي شينوزاكي
- إكس بليز كود:إمبريو - كوون غرامليت شتروهايم

## أدوارها في الدبلجة اليابانية
- ترانسفورمرز: روبوتس إن ديسغايز - سترونغ آرم
- ليف ومادي - ليف روني, مادي روني

## وصلات خارجية
- يوي كوندو على موقع ميوزك برينز (الإنجليزية)